# 米凯莉·琼斯
米凯莉·琼斯（英語：Michellie Jones，1969年9月6日—），澳大利亚女子铁人三项运动员。她曾获得2000年夏季奥运会铁人三项比赛女子个人银牌。她也曾以视觉向导的身份参加2016年夏季残奥会，获得一枚金牌。